# Partille (đô thị)
Khu tự quản Partille là một khu tự quản thuộc hạt Västra Götaland, Thụy Điển. Thủ phủ là Partille, một phần của khu vực đô thị Gothenburg. Partille nằm gần thành phố Gothenburg, cách trung tâm Gothenburg khoảng 10 km về phía đông. Đô thị này có vị trí thuận lợi, gần khu vực công nghiệp lớn và là một nơi cư trú phổ biến cho những người làm việc tại Gothenburg.

## Cơ Sở Hạ Tầng và Giao Thông
Partille có một hệ thống giao thông công cộng và đường bộ phát triển tốt, giúp kết nối với các khu vực lân cận và trung tâm thành phố Gothenburg. Đô thị này cũng có các tiện ích cơ sở hạ tầng như trường học, bệnh viện, và các khu vui chơi.

## Công Nghiệp và Kinh Tế
Nền kinh tế Partille có thể liên quan đến các ngành công nghiệp và dịch vụ, đặc biệt là do gần trung tâm Gothenburg và các khu công nghiệp lân cận.